# 光徳村
光徳村（こうとくそん）は、鳥取県西伯郡にあった村。現在の西伯郡大山町の一部にあたる。

## 地理
大山北麓から日本海に三角形で広がっていた。
- 河川：真子川[3]

## 歴史
- 1889年（明治22年）10月1日、町村制の施行により、汗入郡東坪村、豊成村（字長野を除く）、倉谷村、小竹村、西坪村が合併して村制施行し、光徳村が発足[1][2]。旧村名を継承した東坪、豊成、倉谷、小竹、西坪の5大字を編成[2]。
- 1896年（明治29年）4月1日、郡の統合により西伯郡に所属[2]。
- 1907年（明治40年）大字倉谷で7戸が火災で焼失[4]。
- 1929年（昭和4年）大字豊成上前谷集落の8戸が火災で焼失[3]。
- 1954年（昭和29年）4月1日、西伯郡御来屋町、庄内村、名和村と合併し名和町を新設して廃止された[1][2]。合併後、名和町大字東坪・豊成・倉谷・小竹・西坪となる[2]。

### 地名の由来
明確ではないが、初代村長・鷲見康重らが角田皓鶴の意見により諸葛亮作「昭烈皇帝体明叡之徳光演武」の詩から「徳光」をとったと思われる。

## 行政
村長、助役、収入役は以下の通り。

### 村長
- 木下昇[5][6]

### 助役
- 吉田堅一[6]

### 収入役
- 角口惣十郎[6]

## 産業
- 農業[7]

## 交通

### 鉄道
- 1902年（明治35年）11月1日、官設鉄道山陰線（現山陰本線）御来屋 - 米子 - 境（現境港駅）間が開通し御来屋駅開設[8]。

## 教育
- 1892年（明治25年）大字東坪に光徳尋常小学校開校[2]。